# Храм Димитрия Солунского (Тула)
В Туле также находится действующий православный храм Дмитрия Солунского
Храм Димитрия Солунского — православный храм Тулы.

## История
Храм был заложен в 1795 году на Чулковском кладбище. Строительство завершилось спустя 6 лет, и в 1801 году храм был освящён и открыт как кладбищенский и бесприходный. Первоначально он строился во имя сошествия Святого Духа, но был освящён в честь великомученика Димитрия Солунского. Причиной стало то, что местные жители в день Святого Духа обычно устраивали шумные и весёлые гуляния. Православной епархии это не нравилось и, желая отделить церковный праздник от языческого, было решено перенести престольный праздник на более поздний срок. До 1808 года в храме не было настоятеля и для совершения богослужений приходил священник из храма Рождества Христова.
В 1820-е годы к храму были пристроены трапезная и колокольня в классическом стиле. В 1828 году в храме появилось два придела: Рождества Иоанна Предтечи и Апостолов Петра и Павла. Позже была открыта церковно-приходская школа.
Главные святыни храма: Иерусалимский крест и ковчег с частицей мощей святого великомученика Димитрия Солунского, образ с частицей мощей святых мучеников Вифлеемских младенцев, икона-статуя Николы Можайского.
Приход Димитрия Солунского образовался лишь в 1866 году, когда для храма была отделена часть Чулковской слободы.
В советское время храм закрывался дважды: в 1924 году и с 1940 по 1946 год. До 1980-х годов храм святого великомученика Димитрия Солунского был одним из четырёх действующих храмов города Тулы. С 1991 года здание храма охраняется государством как памятник истории и культуры регионального значения.
С 2005 года при храме действует воскресная школа для детей. Преподавание ведётся клириками храма, регентом церковного хора и преподавателями воскресной школы. С 2007 года существует воскресная школа для взрослых с катехизаторским уклоном.